# Jesús Serrano Lizcano
Jesús David Serrano Lizcano (Santa Marta, Colombia, 17 de octubre de 1991) es un futbolista colombiano que juega de mediocampista y actualmente juega en el Unión Magdalena de la Categoría Primera B de Colombia.

## Trayectoria
Comenzó su carrera como futbolista en Boyacá Chicó en el año 2009. En 2010 pasó al Unión Magdalena donde estuvo hasta 2012.
En el 2013 obtiene su primera experiencia internacional al ser contratado por el Tauro de Panamá, donde estuvo a las órdenes del entrenador Sergio Angulo.
En el 2014 se unió al Vigía de Venezuela. Al año siguiente pasó al Táchira, posteriormente paso al Colón donde estuvo entre 2016 y 2017 para después recalar en el Atlético Falcón. 
En el 2018 fue contratado por Estudiantes de Mérida con el cual disputó la Copa Sudamericana, siendo cedido a mediados de ese año al Estudiantes de Caracas, club en el cual marcó goles de tiro libre y donde estuvo hasta la temporada 2019.
En el 2020 fue fichado por Chacaritas de Ecuador luego de su ascenso a la Serie B.

## Clubes
| Club                   | País      | Año           |
| ---------------------- | --------- | ------------- |
| Boyacá Chico           | Colombia  | 2009          |
| Unión Magdalena        | Colombia  | 2010-2012     |
| Tauro                  | Panamá    | 2013          |
| Vigía                  | Venezuela | 2014          |
| Deportivo Táchira      | Venezuela | 2015          |
| Colón                  | Venezuela | 2016-2017     |
| Falcón                 | Venezuela | 2017          |
| Estudiantes de Mérida  | Venezuela | 2018          |
| Estudiantes de Caracas | Venezuela | 2018          |
| Chacaritas             | Ecuador   | 2020-2021     |
| Atlético Saquisilí     | Ecuador   | 2021          |
| Yaracuyanos            | Venezuela | 2022          |
| Héroes Falcón          | Venezuela | 2023          |
| Unión Magdalena        | Colombia  | 2024-presente |

## Vida personal
Su madre es María Eugenia y su padre es Orlando Serrano. Está comprometido con su esposa Malca Ramírez, hermana del futbolista Aldo Leao Ramírez.